# Francis Martin (chanteur)
Pour les articles homonymes, voir Francis Martin (homonymie).
Francis Martin Lavergne (né le 28 août 1968 à Montréal) est un musicien et auteur québécois. Il a enregistré et interprété sur scène sous le nom de Francis Martin et, à partir de 2011, sous celui de Kaya. Sous ce dernier nom, il a aussi publié différents ouvrages de littérature spirituelle.

## Biographie
Après avoir participé à la tournée de Starmania il commence à enregistrer en 1984, mais ses deux premiers albums rencontrent peu de succès. Entre 1985 et 1987 il étudie la musique classique à l'École de musique Vincent-d'Indy à Outremont, alors qu'il continue à travailler en studio et commence à écrire ses propres chansons.
Columbia Records signe un contrat avec lui en 1988. Martin enregistre alors son troisième album en français, intitulé Drôle de nuit, à New York, et obtient son premier tube à la radio avec Elle ne C plus. Il reçoit une mise en nomination pour un prix Juno comme artiste masculin le plus prometteur de l'année en 1991 et une nomination pour un prix Félix pour un album Pop-Rock de l'année en 1990.
Il enregistre son quatrième album Quand on se donne, publié par Sony Music en 1992, avec le producteur Aldo Nova. Quatre chansons de cet album, incluant Rock It, Tous les jours je pense à toi et la chanson titre de l'album Quand on se donne, sont des tubes de la radio québécoise et l'album est certifié Or le 11 mars 1993 Il est mis en nomination pour deux prix Juno en 1993, et Tous les jours je pense à toi est mis en nomination comme chanson Pop de l'année aux prix Félix.
Il poursuit en 1994 avec un album intitulé Francis Martin.
Il quitte le monde de la musique en 1996 et commence à écrire de la littérature spirituelle sous les noms de plume de James K. Field et Kaya, lançant plus tard sa propre maison d'édition. Il revient à l'enregistrement en 2011, lançant un album de musique spirituelle Born Under the Star of Change, sous le nom de Kaya.

## Discographie
- Drôle de nuit (1989)
- Quand on se donne (1992)
- Francis Martin (1994)
- Born Under the Star of Change (2011)